# Kőszegi Judit (grafikus)
Kőszegi Judit (Kőszeg, 1944. július 25. –) magyar grafikus, karikaturista, illusztrátor. Szignói: judi, J

## Életpályája
1962-ben végzett a Kanizsay Dorottya Leánygimnáziumban. 1965–85-ig az EKISZ-nél dolgozott. 1966-ban a Fiatal Művészek Klubjában Barát József karikaturistával közös kiállítást rendeztek. 1967-ben részt vett a Műcsarnokban rendezett Országos Karikatúra Kiállításon. Karikatúrái: judi aláírással a Füles, Ludas Matyi, Ifjúsági Magazin stb. újságokban jelentek meg külsősként. Alkalmi humorújságokban is közölték rajzait: Plajbász és Paróka, Zsákbamacska, Tollasbál, BÚÉK. Grafikusként hirdetéseket, reklámgrafikákat, kártyanaptárokat, szórólapokat, plakátokat tervezett, többek között a Sportpropagandának, Édesiparnak, Húsiparnak, Tejiparnak, OTP-nek, Országos Egészségnevelési Intézetnek, Országos Balesetmegelőzési Bizottságnak, Budapesti Vidámparknak. (Rajzolt figurái közül legismertebbek a nyelvét kinyújtó és az orrát megnyaló kis tehénke, mely sokáig a tejipar emblémája volt,- illetve a Csemege-rágógumi furulyás oroszlánja.) Illusztrált verses kifestőket (Romhányi József, Peterdi Pál és Rigó Béla verseivel), mesekönyveket, nyelvkönyvet, propaganda kiadványokat. 1980-tól férjével, Ujlaki Lajos grafikussal az alkalmazott grafika területén dolgoztak együtt, de készítettek pl. KISZ-iskolának oktató jellegű diafilmhez grafikákat is. 1985-től szabadfoglalkozású. 1994-től a JL Grafikai Bt-nél volt grafikus. 1996 óta a francia
Azuria Association Artistique et Culturelle Internationale tagja.
2010 óta az Axel-Springer Kiadó rejtvénylapjaiba, a VIVA MÉDIA Holding és az IQ Press Lapkiadó Kft. UHU rejtvénylapjaiba ismét rajzol karikatúrákat keresztrejtvényekhez.

## Kiállítások
Csoportos kiállításai:
- Fiatal Művészek Klubja, Budapest (Barát József karikaturistával közösen)
- Műcsarnok, Budapest
- MÚOSZ, Budapest
- Kőszeg

Önálló kiállításai:
- Fővárosi Művelődési Ház, Budapest
- Kőszeg

## Publikációi
- Ludas Matyi (1966–76)
- Magyar Ifjúság (1966–70)
- Csúzli (1968)
- Ludas Matyi Magazin (1970–71)
- Mindent Tudó Kis Ludas (1967)
- Plajbász és Paróka (1968–70)
- Zsákbamacska (1968–71)
- Vigyázat, a humor mögött pénz van (1968)
- Élet és Irodalom (1969)
- BÚÉK (1971)
- Napos Oldal (1971)
- Majális(1973)
- Tollasbál (1974–81)
- Kis Aktivisták Köre (1977)
- Pesti Műsor Szilveszter (1977)
- Népszava Évkönyv (1978)
- Ludas Matyi Évkönyv (1978)
- Éva Évkönyv (1980–83)
- Színész Újságíró Magazin (1986)

## Fontosabb könyvillusztrációi
- Gyermekfoglalkozások a Fővárosi Művelődési Házban (1979)
- Hédervári Péter: Mi újság a Földön? (1980)
- Hédervári Péter: Képes csillagvilág (1984)
- Várnai Zsuzsa: Receptek a boldogsághoz (1983)
- Kanizsa József: Kacsavacsora (1996)
- Édesanyám legszebb meséi (1998)
- Pelle Zsuzsanna: Yes - Angol távoktatási nyelvkönyv haladóknak
- Tóthárpád Ferenc: Fordul az ég (2014)